# Mio Nishimaki
Mio Nishimaki (jap. 西牧未央 Nishimaki Mio; ur. 15 lipca 1987) – japońska zapaśniczka startująca w kategorii do 63 kg w stylu wolnym, dwukrotna mistrzyni świata.
Największym jej sukcesem jest złoty medal mistrzostw świata w Tokio (2008) i Herning (2009). Mistrzyni Azji w 2009. Siódma w igrzyskach azjatyckich w 2010. Druga w Pucharze Świata w 2007; czwarta w 2009; szósta w 2006. Mistrzyni świata juniorów w 2005 i 2006. Uniwersytecka mistrzyni świata w 2006 roku.